# Antonio Merendón Mondéjar
Antonio Merendón Mondéjar (Dosbarrios, Toledo, 4 de enero de 1849 - Porzuna, 29 de septiembre de 1873) fue un importante guerrillero carlista de la provincia de Toledo.

## Biografía
Hijo del médico titular y cirujano de Dosbarrios Pedro Nolasco Merendón y de Isabel Mondéjar, la familia se trasladó pronto a Madrid, donde Antonio siguió la carrera militar ingresando en el Colegio de Cadetes en 1863, mientras que sus otros dos hermanos se dedicaron a la Farmacia y a la Dirección General de Fincas del Estado. 
En 1865 es soldado en el Batallón de Madrid y es enviado a combatir en Cuba en ese mismo año, obteniendo antes de que acabe los grados de cabo segundo y primero. Pero era muy indisciplinado y en 1867 fue sometido a consejo de guerra por abandono del servicio y robo en los almacenes de la Real Hacienda; fue degradado a soldado raso y condenado a seis años de presidio en La Habana. Pero como se inició la guerra estuvo solo dos años y fue liberado. Recuperó el grado de cabo en 1869 y participó en algunas acciones, por lo que ascendió a sargento primero y se le perdonaron los cuatro años de condena que le quedaban, aunque continuaba siendo indisciplinado según los informes. En 1870 combatió en Puerto Príncipe; como operaba por su cuenta fue de nuevo degradado a soldado raso por insubordinación. En 1871 estaba herido en el hospital militar de La Habana, perdió el ojo derecho, fue condecorado con Cruz roja sencilla de plata al mérito militar y en 1872 fue licenciado. En 1873 estaba en España pretendiendo que le reconocieran el grado de alférez falsificando su historial, de modo que se dictó orden de busca y captura.
Pero ya había estallado la tercera guerra carlista, formó una partida y se echó al monte en Toledo como hicieron otros guerrilleros carlistas manchegos: Vicente Sabariegos, Juan Menchero, Julián Díaz, Orejita, Rapilla, Tercero, El Rue, Acuña, Briones, Mulita, Crisanto Gómez, Feo de Cariño, Mergeliza, Telaraña, Bruno Padilla, Riego, Juan Castells, Parrondo y Juan Polo Muñoz.
Merendón levantó su primera partida con desertores y bandoleros en el Ventorro de San Isidro de Madrid al mismo tiempo que Parrondo y actuó en Toledo y Ciudad Real. Las tropas de García Kraggen y el capitán Rivera lo persiguieron hasta que se refugió en Madrid. De nuevo se hizo a la guerra y consiguió que cincuenta soldados republicanos del batallón Francos de Pierrad se pasasen a su partida en julio de 1873 y en verano alcanzó el grado de Comandante en jefe del Estado Mayor del ejército carlista en La Mancha, y, estrechamente aliado con el general Mergeliza, mandó cartas a los periódicos para reclutar hombres y él mismo se presentó en algunos pueblos con esa intención, por ejemplo en Consuegra, consiguiendo ampliar el ejército por medio de coacciones y amenazas con más hombres y caballos. Publicó muchos bandos y manifiestos altaneros en la prensa y tuvo varias escaramuzas con las tropas republicanas. En Malagón tuvo un tropiezo con el coronel Jiménez que le capturó a trece de sus hombres. En agosto logró una gran victoria en Ciudad Real junto con Mergeliza y el coronel Miguel Lozano capturando a veinticinco infantes y cincuenta soldados de caballería del ejército republicano; luego robaron en Toledo 8.500 reales y quemaron varios registros civiles. Pero ambas partidas fueron derrotadas por el Regimiento de España perdiendo además muchos hombres y caballos; se resarció atacando al Regimiento España en La Morra.
En septiembre de 1873 la partida de Merendón la componían cien infantes y 160 caballos y al poco en ese mismo mes alcanzó su máxima expresión con un total de cuatrocientos hombres. Atravesó Sierra Morena y entró en Córdoba y tras varias refriegas en que unas veces ganaron y otras perdieron, poco a poco se vio claramente que la suerte les era cada vez más adversa. El ejército republicano los perseguía, los dispersaba y no les daba cuartel. El 29 de septiembre de 1873 el Gobernador de Ciudad Real daba noticia de la muerte de Merendón en las cercanías del baluarte del carlismo que era el pueblo manchego de Porzuna. Cuentan sus contemporáneos que Antonio Merendón fue un carlista con principios, y noble y generoso con sus prisioneros, muy al contrario que algunos de sus compañeros de bando en la guerra.